# Tău, Alba
Tău (în dialectul săsesc Wärdref, în germană Weiersdorf, Weihersdorf, Waidorf, Wasserdorf, în maghiară Székástóhát, Tóhát) este un sat în comuna Roșia de Secaș din județul Alba, Transilvania, România.

## Galerie de imagini

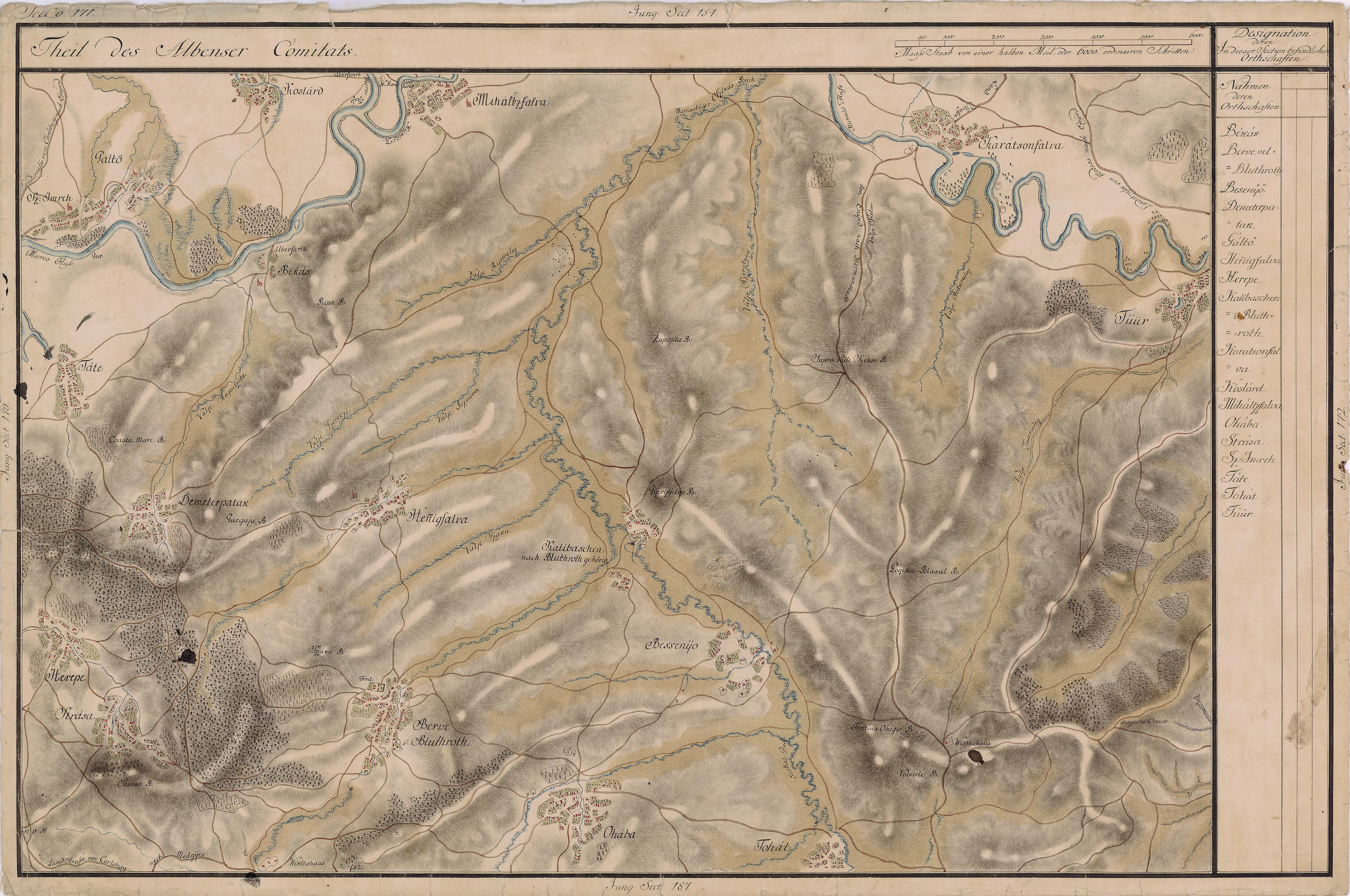
Tău pe Harta Iosefină a Transilvaniei, 1769-1773
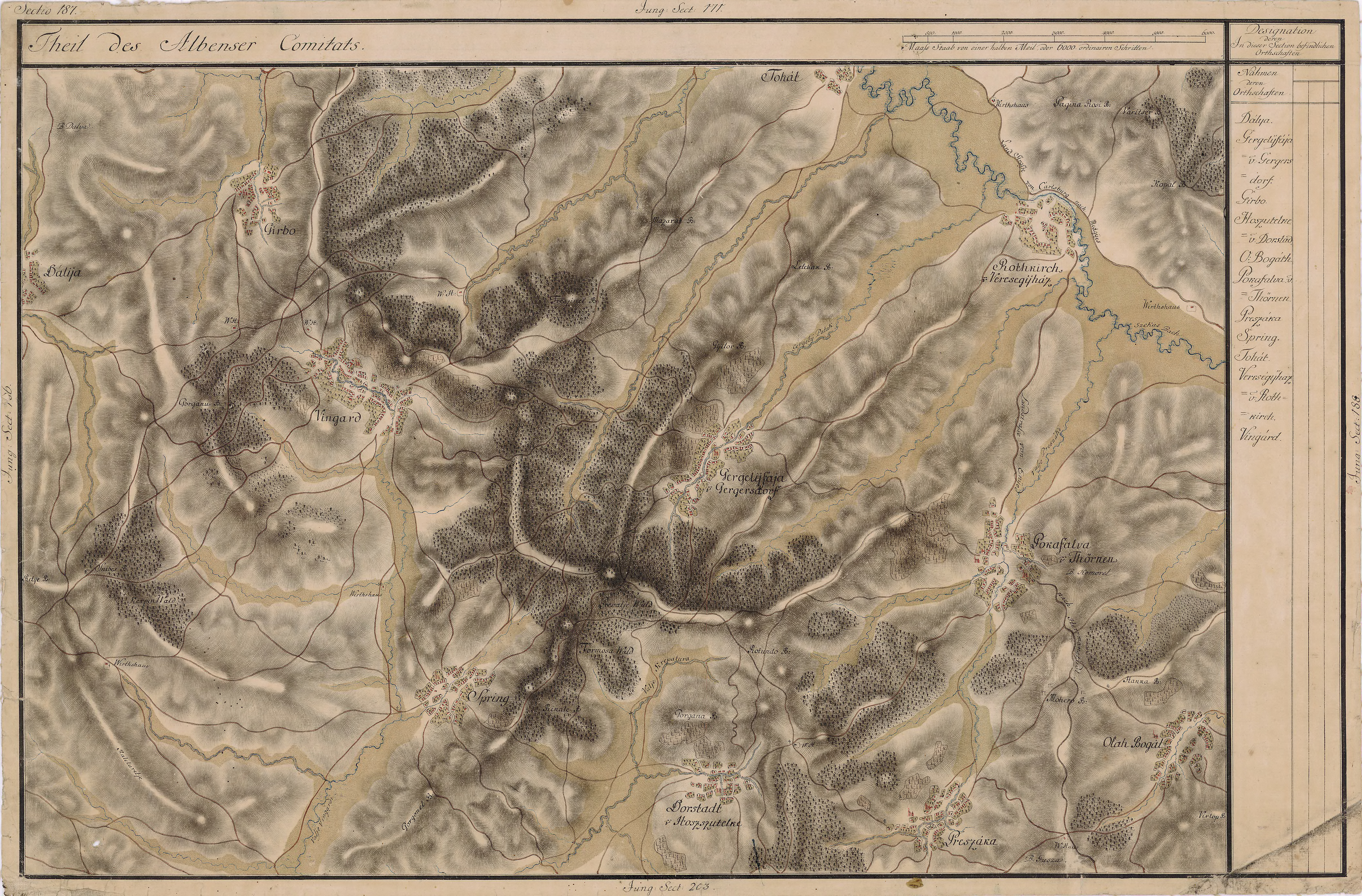
Tău pe Harta Iosefină a Transilvaniei, 1769-1773
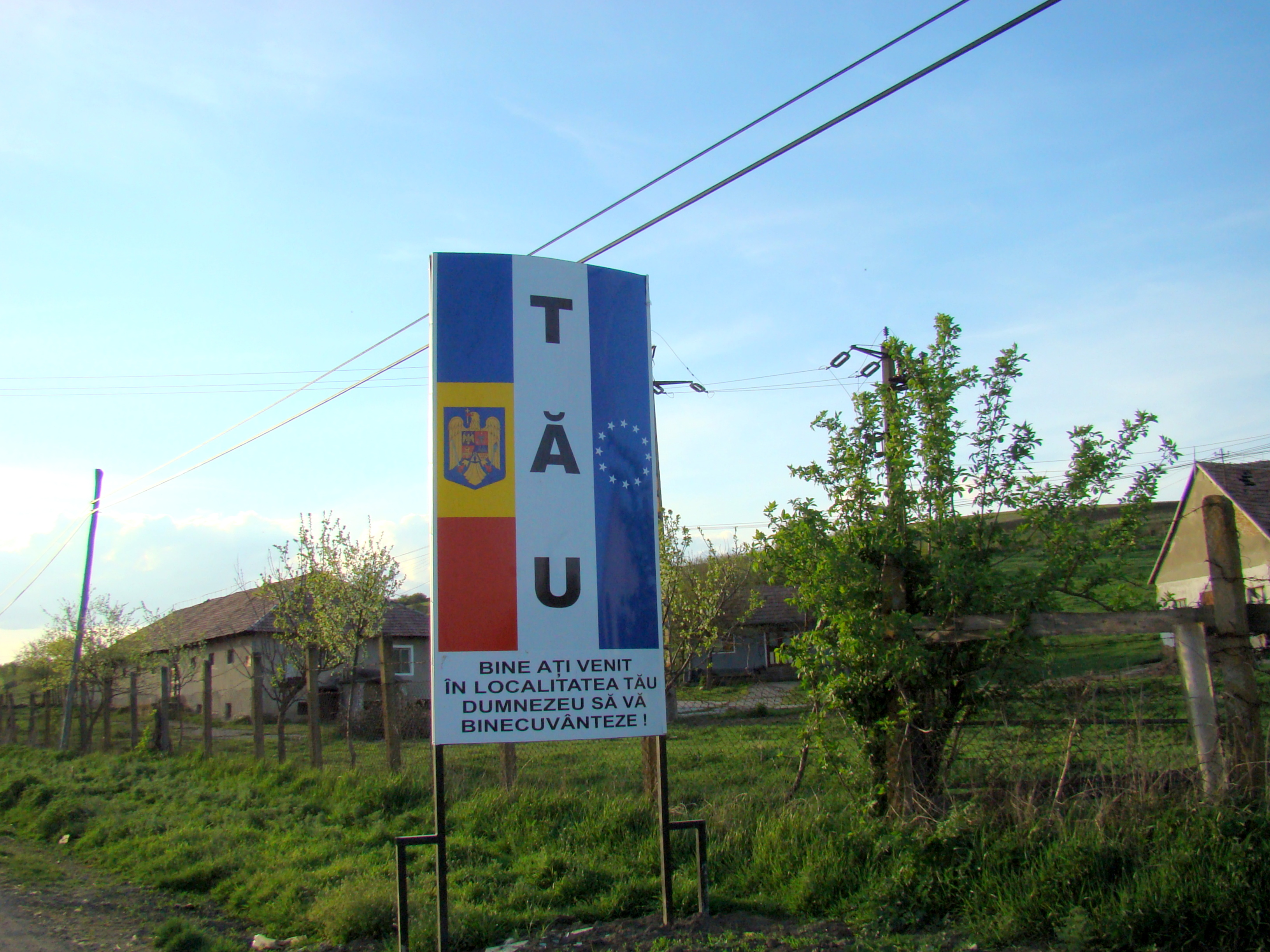
Intrarea în localitate
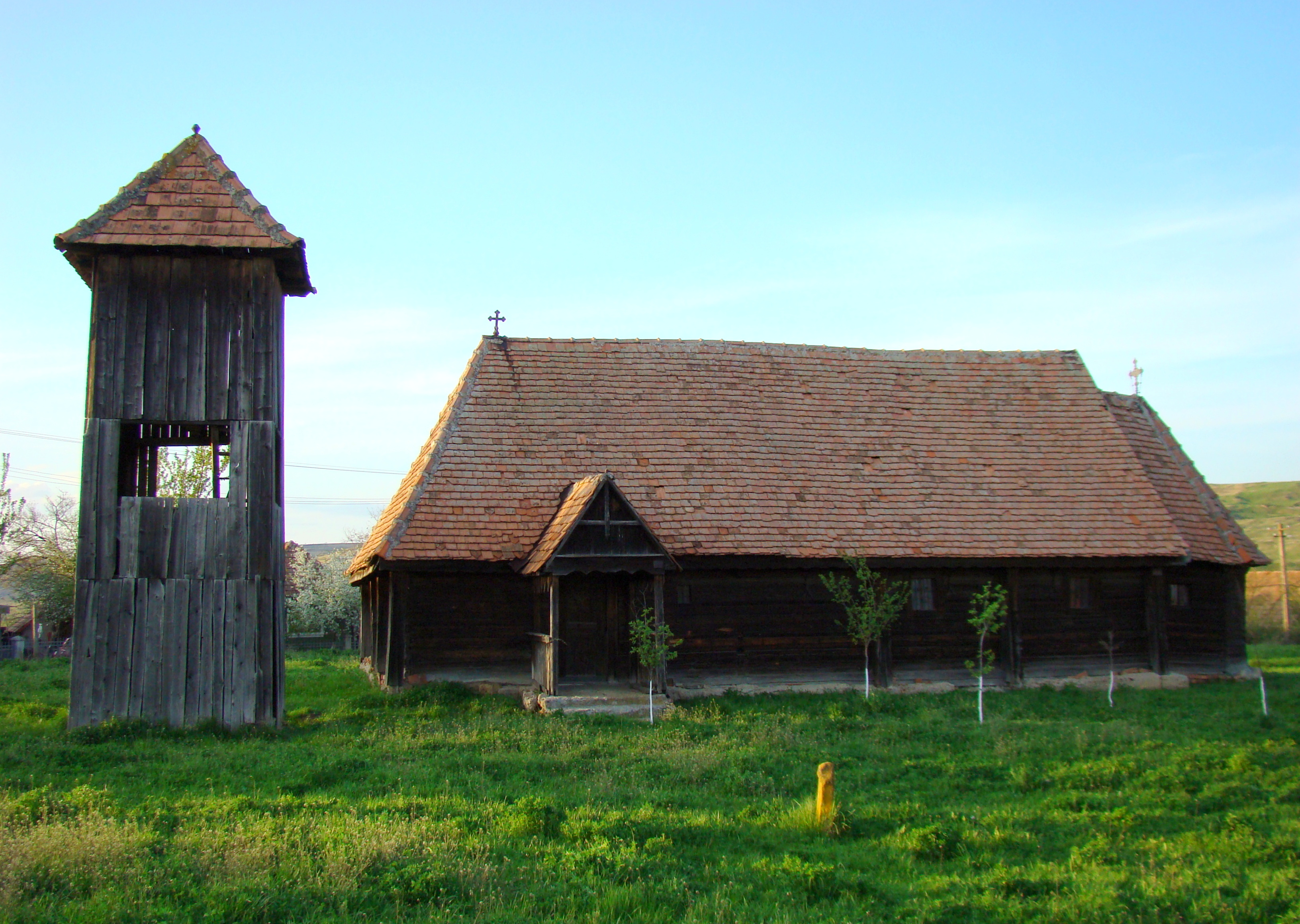
Biserica de lemn din Tău (monument istoric)